# Панама на Светском првенству у атлетици на отвореном 2022.
Панама је учествовала на 18. Светском првенству у атлетици на отвореном 2022. одржаном у Јуџину  од 15. до 25. јула осамнаести пут, односно учествовала је на свим првенствима до данас. Репрезентацију Панаме представљала су 2 такмичара (1 мушкарац и 1 жена) који су се такмичили у 2 дисциплине (1 мушка и 1 женска).,
На овом првенству такмичари Панама нису освојили ниједну медаљу али су оборени континетални, национални и лични рекорди.
У табели успешности према броју и пласману такмичара који су учествовали у финалним такмичењима (првих 8 такмичара) Панама је са 1 учесницом у финалу делила 67. место са 2 бода.
| Пл.  | Земља  | 1. место | 2. место | 3. место | 4. место | 5. место | 6. место | 7. место | 8. место | Бр. фин. | Бод. |
| ---- | ------ | -------- | -------- | -------- | -------- | -------- | -------- | -------- | -------- | -------- | ---- |
| =67. | Панама | 0        | 0        | 0        | 0        | 0        | 0        | 1        | 0        | 1        | 2    |

## Учесници
| Мушкарци : - Алонсо Едвард — 200 м | Жене: - Гиана Вудраф — 400 м препоне |

## Резултати

### Мушкарци
| Атлетичар     | Дисциплина | Лични рекорд | Квалификације | Квалификације | Полуфинале           | Полуфинале           | Финале               | Финале       | Детаљи |
| Атлетичар     | Дисциплина | Лични рекорд | Резултат      | Место         | Резултат             | Место                | Резултат             | Место        | Детаљи |
| ------------- | ---------- | ------------ | ------------- | ------------- | -------------------- | -------------------- | -------------------- | ------------ | ------ |
| Алонсо Едвард | 200 м      | 19,81 НР     | 22,08         | 5. у гр. 6    | Није се квалификовао | Није се квалификовао | Није се квалификовао | 44 / 44 (49) |        |

### Жене
| Атлетичарка  | Дисциплина    | Лични рекорд | Квалификације | Квалификације | Полуфинале            | Полуфинале | Финале   | Финале      | Детаљи |
| Атлетичарка  | Дисциплина    | Лични рекорд | Резултат      | Место         | Резултат              | Место      | Резултат | Место       | Детаљи |
| ------------ | ------------- | ------------ | ------------- | ------------- | --------------------- | ---------- | -------- | ----------- | ------ |
| Гиана Вудраф | 400 м препоне | 54,20 НР     | 55,21 КВ      | 3. у гр. 3    | 53,69 КВ, ЈАР, НР, ЛР | 2. у гр. 3 | 54,75    | 7 / 36 (37) |        |